# Lubāna
Lubāna est une ville de la région de Vidzeme en Lettonie, située au bord de la rivière Aiviekste à 198 km de Riga. Jusqu'à la réforme territoriale du 2009, Lubāna faisait partie du Madonas rajons. Aujourd'hui, c'est le centre administratif de Lubānas novads.
Elle compte 1 353 habitants pour une superficie de 4,394 km2.

## Histoire
Les documents historiques mentionnent Lubāna pour la première fois au XIIIe siècle. L'agglomération s'est formée autour de l'ancien domaine de Lubahn, sur la rive droite de l'Aiviekste. En 1926, Lubāna est déclarée localité d'habitation dense (en letton: biezi apdzīvota vieta) selon les critères d'appellation d'avant guerre en Lettonie - la catégorie qui à partir de 1936 était officiellement renommée en village. En 1958, alors sous le régime soviétique, elle est classée en tant que commune urbaine. La localité acquiert le statut de ville le 30 janvier 1992. Après la réorganisation administrative de 2007, elle devient chef-lieu de la municipalité de Lubāna.

## Personnalités
- Hugo Celmiņš (en) (1877-1941), ancien Premier ministre de Lettonie

## Transport
La ville est desservie par les routes régionales P82 Jaunkalsnava-Lubāna et P83 Lubāna-Dzelzava, ainsi que par les autoroutes V842 Lubāna–Upatnieki et V843 Barkava-Lubāna.